# Jordanoleiopus endroedyi
Jordanoleiopus endroedyi es una especie de escarabajo longicornio del género Jordanoleiopus, tribu Acanthocinini, familia Cerambycidae. Fue descrita científicamente por Breuning en 1972.

## Distribución
Se distribuye por Costa de Marfil y Ghana.

## Descripción
La especie mide 5-6 milímetros de longitud. El período de vuelo ocurre en el mes de mayo.